# Manden, som holdt op med at ryge
Manden, som holdt op med at ryge (originaltitel: Mannen som slutade röka) er en svensk komediefilm fra 1972 skrevet og instrueret af Tage Danielsson. Filmen er baseret på Danielssons bog af samme titel og består af tre akter: Inferno, Purgatorio og Paradiso. Dette er en bevidst parallel til middelalderforfatteren Dante Alighieris værk Den guddommelige Komedie. Filmen har blandt andre Gösta Ekman, Grynet Molvig og Carl-Gustaf Lindstedt i hovedrollerne.

## Handling
Filmen fokuserer på Dante Alighieri, en ung mand, der elsker at ryge. Da hans far dør, arver Dante 17 millioner kr. på én særlig betingelse: Han skal holde op med at ryge inden for 14 dage og derefter forblive røgfri i et helt år. Hvis han fejler, arver hans onkel de 17 millioner i stedet. Dante har det svært, mens han forsøger at holde op, og han hyrer et detektivbureau kaldet Little Secret Service, som skal hjælpe ham med at undgå rygning. Samtidig gør hans onkel (som selv er begyndt at ryge) alt, hvad han kan, for at få Dante til at ryge igen.

## Medvirkende (i udvalg)
- Gösta Ekman som Dante Alighieri
- Toivo Pawlo som Hugo Alighieri
- Holger Löwenadler som Knut-Birger
- Gunn Wållgren som Gunhild
- Jan-Olof Strandberg som læge
- Carl-Gustaf Lindstedt som Secret
- Pierre Lindstedt som detektiv
- Olle Hilding som Sjöström
- Margaretha Krook som prostitueret
- Meta Velander som ekspedient i kiosk
- Grynet Molvig som Beatrice Morris
- Jytte Abildstrøm som skarpsynet kvinde
- Raymond Bussières som fransk agent

## Udmærkelser
Ved Guldbagge-prisuddelingen i 1973 modtog Gösta Ekman prisen for bedste mandlige hovedrolle i filmen.